# Orrmyrtjärnen, Norrbotten
Orrmyrtjärnen är en sjö i Piteå kommun i Norrbotten och ingår i Jävreån-Åbyälvens kustområde.